# Sul più bello
Sul più bello è un film italiano del 2020 diretto da Alice Filippi, tratto dall'omonimo romanzo di Eleonora Gaggero, che prende parte anche al film nel ruolo di Beatrice. Si tratta dell'opera prima della regista nonché del film che segna il debutto cinematografico di Ludovica Francesconi, Jozef Gjura e Gaja Masciale.

## Trama
Marta è una ragazza un po' bruttina e consapevole di esserlo, che vive con i migliori amici Jacopo e Federica. Oltre ad essere orfana di entrambi i genitori, Marta soffre di una grave forma di mucoviscidosi, che potrebbe ucciderla molto presto dal momento che le cure a cui si sta sottoponendo non stanno funzionando. Marta comunque non si perde d'animo: dopo aver tentato invano un approccio con un ragazzo su Tinder, la ragazza si lascia trascinare dai suoi amici ad una festa. Qui ha un colpo di fulmine e si invaghisce del bellissimo Arturo.
Dal giorno dopo, Marta comincia a seguire Arturo ovunque. La ragazza crede che lui non l'abbia notata, ma si sbaglia: quando lui le va a chiedere perché lo sta seguendo lei ha però l'ardire di richiedergli un invito a cena, e lui accetta. Quando Marta si presenta a casa di Arturo, però, la ragazza scopre che l'invito era in realtà per una cena con tutta la sua famiglia: stizzita, la ragazza non si risparmia dal raccontare tutti i dettagli più strambi della sua vita, senza fare tuttavia parola della malattia, dopo di che va via. Arturo si sente in colpa, e così il giorno dopo si presenta sul suo posto di lavoro e le chiede un appuntamento vero, portandola questa volta in un ristorante di lusso che è solito frequentare con la sua famiglia. Marta ha modo di ricredersi su di lui: alla fine i due si ritrovano a mangiare in maniera semplice al supermercato dove Marta lavora, per poi finire a letto insieme a casa di lei.
La mattina dopo Arturo va via con un leggero imbarazzo, ma dopo aver sentito sua madre criticarlo per aver portato a casa una ragazza come Marta non ha più dubbi e decide di chiedere un altro appuntamento alla ragazza. Le cose iniziano ad andare molto bene fra i due, tuttavia lei non ha il coraggio di rivelargli il suo problema di salute. Non avendo detto nulla ad Arturo, tuttavia, questi non si fa problemi a invitarla a fare un giro in gondola e lì le dichiara il suo amore. Marta non dovrebbe frequentare luoghi umidi per via della sua malattia, ma accetta lo stesso; tuttavia si sente immediatamente male e fugge via, per poi essere ricoverata in condizioni critiche. Marta si rifiuta di far sapere ad Arturo la verità, a costo di lasciarlo. Il medico di Marta la informa che il suo errore ha accelerato il processo e che le rimane davvero poco da vivere: la ragazza viene dimessa e affronta Arturo, ma finge di non essere innamorata di lui e di avere deciso di lasciarlo per questo.
Arrabbiato con Marta, quella sera Arturo va a una festa e bacia Beatrice, ma decide di non andare oltre perché ancora innamorato di Marta. Quando però vede Marta uscire dal reparto di pneumatologia, Beatrice seppellisce l'ascia di guerra e rivela cos'è successo esattamente la sera prima, convincendola finalmente a raccontare tutto ad Arturo.
Marta si precipita allora al circolo di canottaggio e riesce in questo modo a riallacciare con Arturo. Subito dopo gli racconta tutta la verità, ottenendo disappunto da lui per quanto taciuto ma anche un'intensa voglia di portare avanti la loro relazione. Il giorno dopo, Arturo si precipita da Marta e le rivela di aver scoperto una nuova cura sperimentale per la sua malattia, la quale le darebbe il 19% di possibilità di sopravvivere. Il ragazzo accetta infine di avverare un'altra sua fissazione: inscenare il loro matrimonio, invitando fra l'altro tutte le persone a loro vicine alla finta cerimonia.

## Colonna sonora
Il tema principale del film è il brano Sul più bello del cantante Alfa, che prende il nome dal titolo del film. In una scena del film è inoltre utilizzato il brano Control di Zoe Wees.

## Promozione
Il teaser del trailer è stato distribuito il 18 giugno 2020.

## Distribuzione
La pellicola è stata presentata alla Festa del Cinema di Roma 2020 il 17 ottobre 2020 e distribuita nelle sale dal 21 ottobre. A causa della chiusura dei cinema dovuta alla pandemia da COVID-19, il film è stato distribuito in maniera precoce nel mercato on demand entrando a far parte dell'offerta di Prime Video già a partire dall'8 gennaio 2021.

## Riconoscimenti
- 2021 - Nastro d'argento[8]
  - Candidatura per la migliore commedia
  - Candidatura per la migliore canzone originale (per Sul più bello di Alfa)
- 2021 - Premio Flaiano[9]
  - Premio del pubblico

## Sequel
Dal film ne sono stati tratti due sequel, Ancora più bello e Sempre più bello, entrambi diretti da Claudio Norza.
Nel 2024 è stata distribuita una serie su Prime Video dal titolo Sul più bello - La serie.